# 森特鎮區 (堪薩斯州史蒂文斯縣)
森特鎮區（英語：Center Township）是位於美國堪薩斯州史蒂文斯縣的一個行政鎮區。

## 地方資料
森特鎮區的面積為280.62平方千米，當中陸地面積為280.56平方千米，而水域面積為0.06平方千米。根據2010年美國人口普查的數據，當地共有人口4329人，而人口密度為每平方千米15.43人。

## 外部連結
- US-Counties.com
- City-Data.com （页面存档备份，存于）